# Erwin Schadel
Erwin Schadel (* 13. Juni 1946 in Thurn, Heroldsbach; † 27. November 2016) war ein deutscher Philosoph.

## Leben
Nach dem Abitur 1966 am Musischen Gymnasium in Erlangen leistete er von 1966 bis 1968 den Bundeswehrdienst; dabei Selbststudium des Griechischen und Hebräischen (im Juli 1968 Graecum am Humanistischen Gymnasium in Straubing, im Februar 1969 Hebraicum an der Ev. Theol. Fak. Erlangen). Er studierte 1968 bis 1972 klassische Philologie, Philosophie und Theologie an der Universitäten Erlangen und Würzburg (Herbst 1972/1977: 1. und 2. Staatsexamen für Lehramt an Gymnasien). Von 1972 bis 1974 absolvierte er an der Universität Würzburg ein Promotionsstudium (Graduiertenförderung der Universität Würzburg). Nach der Promotion 1975 mit einer Arbeit über Augustinus’ De magistro war er von 1977 bis 1980 wissenschaftlicher Mitarbeiter am DFG-Projekt W. Totok: Handbuch der Gesch. der Philosophie (spez. Bd. III: Renaissance; Bd. IV: 17. Jahrhundert) an der Gottfried Wilhelm Leibniz Bibliothek. Seit 1980 war er am Lehrstuhl für Philosophie I (seit 1996 als Akademischer Direktor) in Bamberg angestellt. 1986 wurde er Socio Honorario der Sociedad Católica Mexicana de Filosofía. Die Palacký-Universität Olmütz verlieh ihm 2001 den Ehrendoktor.

## Schriften (Auswahl)
- In-sistenzphilosophie. Eine systematische Einführung in den Denkansatz des Ismael Quiles. Cuxhaven 1996, ISBN 3-926848-81-2.
- Kants „Tantalischer Schmertz“. Versuch einer konstruktiven Kritizismus-Kritik in ontotriadischer Perspektive. Berlin 1998, ISBN 3-631-31922-3.
- Sehendes Herz (cor oculatum) – zu einem Emblem des späten Comenius. Prämodernes Seinsverständnis als Impuls für integral konzipierte Postmoderne . Berlin 2003, ISBN 3-631-38533-1.
- Trinität als Archetyp? Erläuterungen zu C. G. Jung, Hegel und Augustinus. Berlin 2008, ISBN 978-3-631-57927-5.